# Nouvel épique italien
Le nouvel épique italien (New Italian Epic) est une définition proposée par l’écrivain italien Wu Ming 1 (Roberto Bui) pour circonscrire un ensemble d’œuvres littéraires écrites en Italie par différents auteurs – dont le collectif Wu Ming lui-même – à partir de 1993 et depuis la fin de la “Première République”.

## La définition
Ce corpus de livres est décrit comme un ensemble de romans – en grande partie de romans historiques, mais pas seulement – et d’autres textes littéraires, qui auraient en commun diverses caractéristiques stylistiques, des thématiques récurrentes et une nature foncièrement allégorique. Il s’agirait d’un genre particulier de roman méta-historique, avec des traits spécifiques liés au contexte italien.
La définition a été élaborée par Wu Ming 1 en mars 2008, au cours des travaux de “Up Close & Personal”, un séminaire sur la littérature italienne contemporaine à l’Université McGill de Montréal.
Les mois suivants l’auteur a reproposé et discuté l’expression au cours de débats dans d’autres universités nord-américaines, dont le Massachusetts Institute of Technology de Cambridge, au cours du programme d’études comparatives sur les médias dirigé par Henry Jenkins.
C’est à partir de ces interventions que l’auteur a rédigé l’essai New Italian Epic. Mémorandum 1993-2008 : Littérature narrative, point de vue oblique, retour vers le futur, écrit et publié sur le net au printemps de la même année. Durant l’année 2008, l’expression a connu un vaste écho sur la toile, dans des colloques et des conférences, dans les journaux, dans la presse spécialisée et dans les émissions de radio.
L’expression “New Italian Epic” en langue anglaise a aussi été proposée par Wu Ming 1 en Italie. Parfois on utilise l’acronyme NIE
À la fin de l’été 2008, Wu Ming 1 a mis en ligne une version du mémorandum estampillée “2.0”, c’est-à-dire annotée et davantage développée, avec des réponses à certaines critiques et des approfondissements des points les plus controversés. Une version ultérieurement enrichie et mise à jour (la “3.0”) a été publiée sur papier en janvier 2009, dans la collection Stile Libero de Einaudi.

## Le “mémorandum”
Le mémorandum a été pensé comme une “proposition ouverte, une esquisse de littérature comparée, un recueil de notes à garder sous les yeux, en mémoire et à utiliser” et il propose de décrire de manière schématique un ensemble d’œuvres écrites en Italie durant les quinze dernières années (1993-2008), en cherchant des liens de parenté inattendus ou, à l’inverse, en rompant des liens trop souvent tenus pour acquis.
Le mémorandum a aussi été décrit comme un manifeste littéraire, en vertu du fait qu’il propose un classement. Selon l’auteur et d’autres participants au débat, il s’agit d’un document en forme de fascicules qui n’annonce pas un mouvement d’auteurs, mais décrit a posteriori un dialogue entre des livres déjà existants, en rapportant dans leurs grandes lignes les caractéristiques d’une série d’œuvres qui se positionnent au-delà du Postmodernisme.

## Caractéristiques du New italian Epic
La liste des caractéristiques du NIE établie dans le mémorandum contient sept occurrences, qui sont précédées par un préambule qui pose le cadre conceptuel. Ce préambule évoque des spécificités historiques et géographiques : dans cette partie du mémorandum l’auteur décrit dans ses grandes lignes le contexte social et culturel qui a vu émerger ces œuvres et auquel elles font référence de manière explicite ou allégorique.
Les sept caractéristiques repérées par Wu Ming 1 sont :
- Le refus du ton détaché et “froidement ironique” qui prédomine dans le roman postmoderne[11]. Cette première caractéristique est définie dans le mémorandum comme condition sine qua non.
- Le point de vue oblique ou le hasard de la perspective. L’expérimentation de points de vue inhabituels et inattendus. Le regard qui s’agrandit parfois de manière vertigineuse en incluant l’extrahumain comme partie intégrante de la narration. Selon Wu Ming 1, une motivation éthique et politique soutiendrait ces expérimentations[12].
- La complexité narrative liée à une attitude “pop” qui est souvent à l’origine du succès auprès du public. Selon Wu Ming 1, malgré leur complexité structurelle et thématique, beaucoup de ces romans sont devenus des best sellers. Par exemple Q de Luther Blissett, Romanzo criminale de Giancarlo De Cataldo, L’ottava vibrazione de Carlo Lucarelli, et surtout Gomorra de Roberto Saviano.
- La narration d’histoires alternatives et “d’uchronies potentielles”. Ces narrations offrent une issue qui diverge de la réalité historique.
- L’expérimentation linguistique dissimulée qui vise à subvertir “de l’intérieur” le registre de la prose[13].
- Les objets narratifs non identifiés (appelés aussi UNO, Unidentified Narrative Objects). Beaucoup de textes du corpus examiné non seulement n'entreraient dans aucun genre littéraire prédéfini, mais ils agrandiraient les frontières du domaine littéraire en englobant des éléments textuels qui produisent des effets “perturbants”. Parmi les livres cités dans le memorandum, Asce di guerra de Wu Ming, Sappiano le mie parole di sangue de Babsi Jones et le déjà cité Gomorra[14].
- La communauté et la transmédialité. Les textes du NIE ont comme caractéristique de souvent constituer des textes de base pour la création de dérivés de la part de la communauté des fans. Les dérivés ou spin-off sont souvent présents sur la toile, et concernent les différents médias (film, téléfilm, série télé, bande dessinée, jeu vidéo, composition musicale, site internet).

À cette liste, des interventions d’autres écrivains et chercheurs ainsi que des thématiques constantes présentes dans les textes du NIE se sont ajoutées dans la version 2.0 du mémorandum. Par exemple la “mort du Vieux” : de nombreux livres de la “nébuleuse” décrivent les conséquences de la disparition d’un père fondateur, d’une figure de référence qui représentait un monde aujourd’hui entré en crise ou qui a construit un monde mais n’a pas préparé ses successeurs à en gérer la crise. Une coïncidence a voulu que dans plusieurs livres ce personnage soit appelé par la simple antonomase “le Vieux”. Selon Wu Ming 1, le NIE construit sur ce mythologème une grande allégorie de la phase historique actuelle.
Dans le mémorandum une réflexion sur l’allégorie suit le catalogue des caractéristiques du NIE. Elle débouche sur une exhortation à imaginer le futur et l’extinction de l’espèce humaine avec une approche que l’auteur définit “écocentrique” et décrit comme un “recours systématique” à la figure rhétorique du pathos fallacieux, c’est-à-dire l’attribution à des objets et des organismes dépourvus de conscience, de pensées et d’émotions semblables à celles des êtres humains.

## Le débat dans les médias en 2008

### Contributions et interventions d’autres écrivains
La parution du mémorandum a déclenché, à partir du mois d'avril 2008, une vaste discussion entre écrivains, mais aussi entre écrivains et lecteurs. Sur le net ou dans les pages de certains journaux (comme L'Unità, La Repubblica, Liberazione et Il Manifesto) presque tous les écrivains mentionnés par Wu Ming 1 ont pris position.
Dans La Repubblica Carlo Lucarelli a interprété le mémorandum comme une invitation aux auteurs italiens à s’intéresser toujours davantage aux côtés obscurs de leur histoire nationale, et il a exhorté à son tour à se diriger vers une “nouvelle frontière qui n’est pas seulement physique (nouveaux contextes, nouveaux mondes à créer et à explorer), et qui n’est pas seulement narrative (nouvelles intrigues, nouvelles aventures, différentes techniques de montage, thèmes et émotions extrêmes) mais qui est aussi stylistique (mots nouveaux, nouvelles constructions, nouvelles constructions dans [...] des romans mutants)”.
Massimo Carlotto, dans Il Manifesto, a établi un lien entre la crise du roman policier italien et les tentatives de définir une nouvelle génération de romans.
Valerio Evangelisti, dans un long article dans L'Unità, a décrit les différentes façons dont il est possible d’atteindre un résultat poétique qu’il a défini “maximaliste”: “Parler au moyen de systèmes, de cadres historico-géographiques, de visions de société entières, élans cosmiques. On peut avoir recours aux formes narratives du roman d’aventure, pour atteindre ce but : pousser à la réflexion, de manière réaliste ou métaphorique, sur la perception collective d’un quotidien aliéné. Voilà ce que les auteurs du New Italian Epic cherchent à faire [...]”.
Marcello Fois (à son tour l'un des tenants d'une Nouvelle Vague littéraire sarde), lors d’une présentation de son œuvre en France, a défini le NIE comme le dernier développement d’une tendance à réinvestir la littérature populaire, en ignorant les diktats et les prescriptions de la critique, une tendance commencée dans les années 1990 par certains auteurs (comme ceux réunis dans le groupe 13). Selon Fois, la première phase aurait consisté “à se libérer de la pudeur de faire de la littérature de genre, sans prêter attention aux critiques ; la seconde phase – plus récente – concerne la thématique. On s’est débarrassé de la pudeur de parler à l’Italie d’aujourd’hui. On a fait référence à la situation actuelle de l’Italie par le biais détourné du roman historique.”.
Girolamo De Michele, auteur de romans noirs et historien de la philosophie, est intervenu plusieurs fois, sur le net ou dans les pages de Liberazione, en proposant des parallèles entre la poétique du roman noir, le New Italian Epic, le néoréalisme et la pensée de Gilles Deleuze.
Dans son intervention dans Il Manifesto, Tommaso Pincio a exprimé sa perplexité au sujet de l’expression “objets narratifs non-identifiés”, tout en interprétant le mémorandum sur le NIE comme le signal de l’acquisition d’une position centrale de la forme-roman dans la production culturelle italienne, après une longue période durant laquelle la critique l’avait regardée d’un mauvais œil.
Par la suite, d’autres auteurs sont intervenus de plusieurs manières et sur différents médias : Giulio Angioni, Giuseppe Genna, Giorgio Vasta, Antonio Scurati, Vanni Santoni (it), Simone Sarasso, Alessandro Bertante, Letizia Muratori, Giovanni Maria Bellu, Alan D. Altieri (it), Valter Binaghi (it), Kai Zen (it), Michela Murgia, JP Rossano et d’autres écrivains.

### Certaines caractéristiques générales du débat
L’approfondissement de la question relative à la redécouverte de l’engagement et au code éthique de la littérature prise en examen, est un trait commun aux interventions parues dans la presse. Les questions stylistiques affrontées dans le mémorandum et le fait qu’en son sein une dimension visionnaire de la lecture soit analysée, ont en revanche suscité moins de remarques de caractère critique.
Ces remarques sont en revanche à la base d’une longue série d’interventions recueillies dans la section consacrée au New Italian Epic de la revue en ligne Carmilla. Les aspects spécifiques traités dans les interventions successives au mémorandum sont la question de l’épique, de la tradition, de la transmédialité et du rapport avec le réalisme.
Ce dernier aspect est au centre d’un débat parallèle lancé par un article de Giancarlo De Cataldo paru dans La Repubblica, dans lequel l’écrivain, reprenant et assimilant les positions qui ont suivi le mémorandum, proposait la définition de “néo-néoréalisme” pour définir des œuvres récentes, aussi bien littéraires que cinématographiques.
La question du réalisme dans la littérature italienne contemporaine est au cœur de textes qui ne sont pas mentionnés dans le mémorandum, et dans lesquels on ne retrouve pas les caractéristiques principales de la taxonomie proposée par Wu Ming 1, exception faite de Gomorra de Roberto Saviano. Dans le memorandum, ce dernier est traité comme un “objet narratif non-identifié” dont les caractéristiques transcendent le niveau de lecture le plus immédiat et creusent la question du point de vue et du je narrateur. Dans une série d’articles parus dans l’édition télématique de La Repubblica, le journaliste Dario Olivero a défini le NIE comme “le plus important courant culturel dont l’Italie se souvienne depuis le Néoréalisme.”

### Critiques négatives
La critique littéraire Carla Benedetti, journaliste à l’hebdomadaire L'espresso et enseignante à l’université de Pise, déclare dans les pages du quotidien de droite Libero : “[Le New Italian Epic] est une sottise. Il s’agit seulement d’autopropagande”.
En janvier 2009 le collectif Wu Ming utilise cette même phrase comme accroche pour la sortie en librairie de New Italian Epic.
Le journaliste culturel, poète et écrivain, Paolo di Stefano, journaliste au Corriere della sera écrit :

« Pour démontrer comment le “New Epic” est vraiment “very new”, les Wu Ming oublient les générations les plus proches. Comme si l’”Epic” s’était malheureusement interrompu dans les années 50, mais un demi-siècle plus tard, pour votre plus grande chance, les sauveurs de la Patrie sont arrivés : c’est-à-dire Nous. [...] Un doute subsiste: le manifeste des Wu Ming n’aurait-il pas été suggéré par une intention promotionnalo-studieuse plutôt que par un authentique élan d’(auto) critique littéraire. »

Le critique et écrivain Marco Belpoliti, journaliste au quotidien La Stampa et à l’hebdomadaire L’Espresso, écrit : « Dans un spot journalistique, toujours dans la Repubblica, les Wu Ming s’encensaient en parlant d’eux-mêmes et de leurs collègues en utilisant la définition new italian epic, élaborée aux États-Unis. Une belle formule qui ne veut pourtant rien dire »
Franco Cordelli, critique, écrivain et dirigeant de la RAI, écrit :

« Le New Italian Epic... Mais aussi, pourquoi pas, la néo-affreusité, le néo-exotisme, qui concerne les mêmes noms, de De Cataldo à Saviano, de Lucarelli à Genna : des histoires pleines de crimes, de criminels, de peurs, de frissons, de malades, de malades en phase terminale et de couleurs locales. Sa raison d’être, pour ainsi dire, n’est pas le bien-être, ni la peur incombante de son affaiblissement. C’est la saturation du discours “de gauche”, c’est-à-dire du discours culturel. Il véhicule des valeurs partagées (Liberté, égalité, fraternité) qui avec le temps deviennent communes, c’est-à-dire des lieux communs. Voilà, alors, la réaction, typiquement agressive, “de droite” ; voilà le discours, qui en devient romanesque, et qui tend à formuler un nouvel imaginaire, le discours qui exhibe la diversité, la rareté, l’exception, l’excentricité, la morbosité. L’individualisme en somme comme valeur de différenciation de la norme, comme nouvelle valeur, avec un soupçon d’exhibition, c’est-à-dire de complaisance qui en devenant absolu porte en son sein et détruit ainsi en même temps sa propre qualité »

## Le débat dans le monde académique
L’expression “New italian Epic” et le corpus d’œuvres auxquelles elle fait référence ont été discutés pour la première fois en mars 2008 au cours du séminaire sur la littérature italienne contemporaine “Up Close & Personal” organisé par le Department of Italian Studies de l’université McGill de Montréal, auquel ont participé des italianistes de toute l’Amérique du Nord.
En octobre 2008, une table ronde a réuni à l’Institute of Germanic and Romance Studies de l’Université de Londres les écrivains Wu Ming 1, Vanni Santoni et Gregorio Margini du groupe Scrittura Industriale Collettiva, et certains chercheurs et spécialistes venant de différents pays (dont la chercheuse hollandaise Monica Jansen, professeur à l’Université d’Anvers et auteure du livre Il dibattito sul postmoderno in Italia). Par la suite ces participants ont formé un groupe de recherche sur le NIE. Ce groupe de recherche propose d’approfondir la thématique en vue de la Conférence bisannuelle de la Society for Italian Studies, dans le cadre de laquelle elle organise deux sessions. L’IGRS accepte de publier les actes des conférences londoniennes dans un numéro monographique du "Journal of Romance Studies"
Une table ronde intitulée “Le roman épique italien” est aussi organisée à l’Université de Provence de Aix-en-Provence par la revue Cahiers d’études romanes.